# Antônio Álvares da Silva
Antônio Álvares da Silva, o Frei Orlando (Morada Nova de Minas, 13 de fevereiro de 1913 – Gaggio Montano, 20 de fevereiro de 1945), foi um religioso e militar brasileiro, que participou da Segunda Guerra Mundial, tendo servido como capitão capelão do Exército Brasileiro. Frei Orlando é desde 1946 o patrono do Serviço de Assistência Religiosa do Exército.

## Biografia
Órfão com apenas um ano de idade, foi criado por família que prezava a Religião católica. Depois da primeira comunhão, em 1920, passou a frequentar assiduamente o catecismo. Nele revelou-se nitidamente o pendor para a vida clerical, o apreço pelas coisas da Igreja, a compaixão pelos humildes. Foi assim que, tendo iniciado seus estudos em Divinópolis (MG), seguiu para a Holanda, de onde retornou para sua ordenação como sacerdote, em 24 de outubro de 1937. Não era mais Antônio, mas, sim, o Frei Orlando.
Ordenado sacerdote, frei Orlando foi para São João del-Rei, onde lecionou no Colégio de Santo Antônio, um estabelecimento de ensino dirigido pela Ordem dos Franciscanos Menores. Tinha 24 anos de idade. Caridoso, o jovem padre instituiu a "Sopa dos Pobres", uma obra de assistência social que chegou a receber o apoio voluntário de muitos integrantes do 11º Regimento de Infantaria (11º RI). Nessa época, deparou com os preparativos da Força Expedicionária Brasileira (FEB) para a Segunda Guerra Mundial, vendo a cidade em polvorosa com a chegada dos muitos convocados para integrar os contingentes da FEB.

### Vida militar
Viu o 11º RI partir e não se conformou em permanecer impassivelmente na cidade. Assim, quando o então comandante do regimento, coronel Delmiro Pereira de Andrade, solicitou a indicação de um religioso para capelão militar ao Comissariado dos Franciscanos em São João del-Rei, Frei Orlando viu a oportunidade de concretizar um de seus mais acalentados sonhos: o de ser missionário sem fronteiras, ir a qualquer parte do mundo para multiplicar os discípulos de Deus. Integrou-se, então, à FEB, e seguiu para a Europa. Seu primeiro trabalho foi celebrar uma missa na catedral de Pisa para os pracinhas brasileiros.

### Morte
Às vésperas da tomada de Monte Castello, durante uma visita à linha de frente, morreu vitimado por um tiro acidental de um partisan (membro da resistência italiana ao nazifascismo). Contava com 32 anos de idade.
Em 1946, o presidente nacional do Partido de Representação Popular (PRP; 1945-1962) Plínio Salgado, em discurso proferido no Teatro Municipal do Rio de Janeiro, durante a segunda convocação nacional do Partido de Representação Popular, declarou que entre os inúmeros brasileiros enterrados no cemitério de Pistola se encontram 28 camisas-verdes, dentre eles, Frei Orlando, patrono do Serviço de Assistência Religiosa do Exército.

## Condecorações
- Medalha Sangue do Brasil - post mortem
- Medalha de Campanha - post mortem

## Homenagem
Finda a guerra, o governo brasileiro instituiu Frei Orlando como patrono do Serviço de Assistência Religiosa do Exército, criado, em caráter permanente, por decreto-lei, no ano de 1946.